# Jozy Altidore
Josmer 'Jozy' Volmy Altidore (Livingston, 6 november 1989) is een Amerikaans profvoetballer van Haïtiaanse afkomst die doorgaans als aanvaller speelt. Hij verruilde Sunderland in januari 2015 voor Toronto FC. Altidore debuteerde in 2007 als Amerikaans international.

## Clubcarrière

### New York Red Bulls
Altidore groeide op in Livingston (New Jersey) als jongste in een gezin met vier kinderen. Zijn ouders, Joseph en Giselle, komen allebei uit Haïti.
Altidore debuteerde in 2006 in het betaald voetbal in het shirt van New York Red Bulls. Daarvoor speelde hij op 23 augustus 2006 zijn eerste wedstrijd, een bekerduel tegen DC United. Op 16 september 2006 scoorde hij zijn eerste goal voor New York Red Bulls. Hij was toen zestien jaar oud.

### Villarreal CF
Villarreal CF haalde Altidore voor aanvang van het seizoen 2008/09 €7,4 miljoen naar Spanje en kwam een contract voor vijf seizoenen met hem overeen. De transfersom was op dat moment de hoogste die ooit werd betaald voor een speler uit de Amerikaanse competitie. Op 14 september 2008 debuteerde Altidore voor Villarreal. Begin november 2008 werd Altidore de eerste Amerikaan die ooit scoorde in de Spaanse competitie.

### Verhuur aan Xerez CD
In januari 2009 verhuurde Villarreal Altidore aan Xerez CD. Hier speelde hij geen enkele wedstrijd door een blessure aan zijn teen.

### Verhuur aan Hull City
Gedurende het seizoen 2009/10 werd Altidore verhuurd aan Hull City, op dat moment actief in de Premier League. In de 28 wedstrijden die hij hiervoor speelde, wist hij één keer te scoren.

### Verhuur aan Bursaspor
Villarreal verhuurde Altidore na de winterstop van het seizoen 2010/2011 opnieuw, ditmaal aan Bursaspor.

### AZ
Altidore tekende op 20 juli 2011 een vierjarig contact bij AZ. Bij zijn debuut tegen PSV Eindhoven maakte hij meteen een goal, met een kopbal. Van december 2011 tot februari 2012 zat hij op de bank omdat hij te wisselvallig was naar de mening van zijn coach, die in plaats van hem Charlison Benschop opstelde. Na de winterstop kreeg hij een nieuwe kans en scoorde hij twaalf doelpunten.
In het seizoen 2012/2013 won Altidore met AZ de KNVB beker. Met acht doelpunten was hij topscorer van het toernooi. In de competitie was hij clubtopscorer met 23 doelpunten. AZ eindigde dat jaar op de tiende plaats. Altidore haalde als enige speler van AZ het team van het jaar.

### Sunderland
Altidore tekende op zondag 7 juli 2013 een contract bij Sunderland, dat circa tien miljoen euro voor hem betaalde. Hij maakte zijn eerste doelpunt voor Sunderland tegen MK Dons, in een wedstrijd om de League Cup. Op 4 december 2013 maakte hij tegen Chelsea zijn eerste competitiedoelpunt voor Sunderland.

### Toronto FC
Altidore verruilde in januari 2015 Sunderland AFC voor Toronto FC en ging zo opnieuw in de Major League Soccer spelen. Als onderdeel van de overeenkomst ging Jermain Defoe juist van de Canadese naar de Engelse club. Hij debuteerde op 7 maart 2015 tegen Vancouver Whitecaps en maakte in die wedstrijd twee doelpunten.

## Clubstatistieken
| Seizoen                        | Club                           | Land                           | Competitie          | Duels | Goals |
| ------------------------------ | ------------------------------ | ------------------------------ | ------------------- | ----- | ----- |
| 2006                           | New York Red Bulls             | Verenigde Staten               | Major League Soccer | 9     | 4     |
| 2007                           | New York Red Bulls             | Verenigde Staten               | Major League Soccer | 24    | 9     |
| 2008                           | New York Red Bulls             | Verenigde Staten               | Major League Soccer | 8     | 3     |
| 2008/09                        | Villarreal CF                  | Spanje                         | Primera División    | 6     | 1     |
| 2008/09                        | → Xerez CD                     | Spanje                         | Segunda División    | 0     | 0     |
| 2009/10                        | → Hull City                    | Engeland                       | Premier League      | 28    | 1     |
| 2010/11                        | Villarreal                     | Spanje                         | Primera División    | 3     | 0     |
| 2010/11                        | → Bursaspor                    | Turkije                        | Süper Lig           | 12    | 1     |
| 2011/12                        | AZ                             | Nederland                      | Eredivisie          | 34    | 15    |
| 2012/13                        | AZ                             | Nederland                      | Eredivisie          | 33    | 23    |
| 2013/14                        | Sunderland                     | Engeland                       | Premier League      | 31    | 1     |
| 2014/15                        | Sunderland                     | Engeland                       | Premier League      | 11    | 0     |
| 2015                           | Toronto FC                     | Canada                         | Major League Soccer | 26    | 13    |
| 2016                           | Toronto FC                     | Canada                         | Major League Soccer | 29    | 15    |
| 2017                           | Toronto FC                     | Canada                         | Major League Soccer | 31    | 17    |
| 2018                           | Toronto FC                     | Canada                         | Major League Soccer | 13    | 7     |
| 2019                           | Toronto FC                     | Canada                         | Major League Soccer | 23    | 12    |
| 2020                           | Toronto FC                     | Canada                         | Major League Soccer | 13    | 2     |
| 2021                           | Toronto FC                     | Canada                         | Major League Soccer | 16    | 4     |
| 2022/23                        | Puebla FC                      | Mexico                         | Primera División    | 6     | 2     |
| 2022/23                        | New England Revolution         | Verenigde Staten               | Major League Soccer | 30    | 2     |
| Bijgewerkt t/m 22 oktober 2023 | Bijgewerkt t/m 22 oktober 2023 | Bijgewerkt t/m 22 oktober 2023 | Totaal              | 386   | 132   |

## Interlandcarrière
Altidore debuteerde op 17 november 2007 in het Voetbalelftal van de Verenigde Staten, in een vriendschappelijke interland tegen Zuid-Afrika. In 2010 werd hij door toenmalig bondscoach Bob Bradley opgeroepen voor het Wereldkampioenschap voetbal 2010, waarop hij alle drie de groepswedstrijden speelde. Altidore kwam in 2008 uit voor het olympisch voetbalelftal van de Verenigde Staten. Op 29 januari 2017 speelde hij tegen Servië (0-0) zijn honderdste interland voor Team USA, waarmee hij de 17de speler uit de Amerikaanse voetbalgeschiedenis was die toetrad tot de 100 Cap Club.
| Interlands van Jozy Altidore voor de Verenigde Staten | Interlands van Jozy Altidore voor de Verenigde Staten | Interlands van Jozy Altidore voor de Verenigde Staten | Interlands van Jozy Altidore voor de Verenigde Staten | Interlands van Jozy Altidore voor de Verenigde Staten | Interlands van Jozy Altidore voor de Verenigde Staten |                                   |
| №                                                     | Datum                                                 | Wedstrijd                                             | Uitslag                                               | Competitie                                            | Goals                                                 |                                   |
| Als speler bij New York Red Bulls                     | Als speler bij New York Red Bulls                     | Als speler bij New York Red Bulls                     | Als speler bij New York Red Bulls                     | Als speler bij New York Red Bulls                     | Als speler bij New York Red Bulls                     | Als speler bij New York Red Bulls |
| ----------------------------------------------------- | ----------------------------------------------------- | ----------------------------------------------------- | ----------------------------------------------------- | ----------------------------------------------------- | ----------------------------------------------------- | --------------------------------- |
| 1.                                                    | 17 november 2007                                      | Zuid-Afrika – Verenigde Staten                        | 0 – 1                                                 | Vriendschappelijk                                     | 0                                                     |                                   |
| 2.                                                    | 20 januari 2008                                       | Verenigde Staten – Zweden                             | 2 – 0                                                 | Vriendschappelijk                                     | 0                                                     |                                   |
| 3.                                                    | 7 februari 2008                                       | Verenigde Staten – Mexico                             | 2 – 2                                                 | Vriendschappelijk                                     | 1                                                     |                                   |
| Als speler bij Villareal CF                           |                                                       |                                                       |                                                       |                                                       |                                                       |                                   |
| 4.                                                    | 12 oktober 2008                                       | Verenigde Staten – Cuba                               | 6 – 1                                                 | Kwalificatie WK 2010                                  | 1                                                     |                                   |
| 5.                                                    | 16 oktober 2008                                       | Trinidad en Tobago – Verenigde Staten                 | 2 – 1                                                 | Kwalificatie WK 2010                                  | 0                                                     |                                   |
| 6.                                                    | 20 november 2008                                      | Verenigde Staten – Guatemala                          | 2 – 0                                                 | Kwalificatie WK 2010                                  | 0                                                     |                                   |
| Als speler bij Xerez CD                               |                                                       |                                                       |                                                       |                                                       |                                                       |                                   |
| 7.                                                    | 12 februari 2009                                      | Verenigde Staten – Mexico                             | 2 – 0                                                 | Kwalificatie WK 2010                                  | 0                                                     |                                   |
| 8.                                                    | 29 maart 2009                                         | El Salvador – Verenigde Staten                        | 2 – 2                                                 | Kwalificatie WK 2010                                  | 1                                                     |                                   |
| 9.                                                    | 2 april 2009                                          | Verenigde Staten – Trinidad en Tobago                 | 3 – 0                                                 | Kwalificatie WK 2010                                  | 3                                                     |                                   |
| 10.                                                   | 4 juni 2009                                           | Costa Rica – Verenigde Staten                         | 3 – 1                                                 | Kwalificatie WK 2010                                  | 0                                                     |                                   |
| 11.                                                   | 7 juni 2009                                           | Verenigde Staten – Honduras                           | 2 – 1                                                 | Kwalificatie WK 2010                                  | 0                                                     |                                   |
| 12.                                                   | 15 juni 2009                                          | Verenigde Staten – Italië                             | 1 – 3                                                 | Confederations Cup                                    | 0                                                     |                                   |
| 13.                                                   | 18 juni 2009                                          | Verenigde Staten – Brazilië                           | 0 – 3                                                 | Confederations Cup                                    | 0                                                     |                                   |
| 14.                                                   | 21 juni 2009                                          | Egypte – Verenigde Staten                             | 0 – 3                                                 | Confederations Cup                                    | 0                                                     |                                   |
| 15.                                                   | 24 juni 2009                                          | Spanje – Verenigde Staten                             | 0 – 2                                                 | Confederations Cup                                    | 1                                                     |                                   |
| 16.                                                   | 28 juni 2009                                          | Verenigde Staten – Brazilië                           | 2 – 3                                                 | Confederations Cup                                    | 0                                                     |                                   |
| Als speler bij Hull City AFC                          |                                                       |                                                       |                                                       |                                                       |                                                       |                                   |
| 17.                                                   | 12 augustus 2009                                      | Mexico – Verenigde Staten                             | 2 – 1                                                 | Kwalificatie WK 2010                                  | 0                                                     |                                   |
| 18.                                                   | 6 september 2009                                      | Verenigde Staten – El Salvador                        | 2 – 1                                                 | Kwalificatie WK 2010                                  | 1                                                     |                                   |
| 19.                                                   | 10 september 2009                                     | Trinidad en Tobago – Verenigde Staten                 | 0 – 1                                                 | Kwalificatie WK 2010                                  | 0                                                     |                                   |
| 20.                                                   | 11 oktober 2009                                       | Honduras – Verenigde Staten                           | 2 – 3                                                 | Kwalificatie WK 2010                                  | 0                                                     |                                   |
| 21.                                                   | 15 oktober 2009                                       | Verenigde Staten – Costa Rica                         | 2 – 2                                                 | Kwalificatie WK 2010                                  | 0                                                     |                                   |
| 22.                                                   | 14 november 2009                                      | Slowakije – Verenigde Staten                          | 1 – 0                                                 | Vriendschappelijk                                     | 0                                                     |                                   |
| 23.                                                   | 18 november 2009                                      | Denemarken – Verenigde Staten                         | 3 – 1                                                 | Vriendschappelijk                                     | 0                                                     |                                   |
| 24.                                                   | 3 maart 2010                                          | Nederland – Verenigde Staten                          | 2 – 1                                                 | Vriendschappelijk                                     | 0                                                     |                                   |
| 25.                                                   | 29 mei 2010                                           | Verenigde Staten – Turkije                            | 2 – 1                                                 | Vriendschappelijk                                     | 1                                                     |                                   |
| 26.                                                   | 12 juni 2010                                          | Engeland – Verenigde Staten                           | 1 – 1                                                 | WK 2010                                               | 0                                                     |                                   |
| 27.                                                   | 18 juni 2010                                          | Slovenië – Verenigde Staten                           | 2 – 2                                                 | WK 2010                                               | 0                                                     |                                   |
| 28.                                                   | 23 juni 2010                                          | Verenigde Staten – Algerije                           | 1 – 0                                                 | WK 2010                                               | 0                                                     |                                   |
| 29.                                                   | 26 juni 2010                                          | Verenigde Staten – Ghana                              | 1 – 2                                                 | WK 2010                                               | 0                                                     |                                   |
| 30.                                                   | 11 augustus 2010                                      | Verenigde Staten – Brazilië                           | 0 – 2                                                 | Vriendschappelijk                                     | 0                                                     |                                   |
| 31.                                                   | 10 oktober 2010                                       | Verenigde Staten – Polen                              | 2 – 2                                                 | Vriendschappelijk                                     | 1                                                     |                                   |
| 32.                                                   | 13 oktober 2010                                       | Verenigde Staten – Colombia                           | 0 – 0                                                 | Vriendschappelijk                                     | 0                                                     |                                   |
| Als speler bij Bursaspor                              |                                                       |                                                       |                                                       |                                                       |                                                       |                                   |
| 33.                                                   | 26 maart 2011                                         | Verenigde Staten – Argentinië                         | 1 – 1                                                 | Vriendschappelijk                                     | 0                                                     |                                   |
| 34.                                                   | 30 maart 2011                                         | Verenigde Staten – Paraguay                           | 0 – 1                                                 | Vriendschappelijk                                     | 0                                                     |                                   |
| 35.                                                   | 4 juni 2011                                           | Verenigde Staten – Spanje                             | 0 – 4                                                 | Vriendschappelijk                                     | 0                                                     |                                   |
| 36.                                                   | 8 juni 2011                                           | Verenigde Staten – Canada                             | 2 – 0                                                 | Gold Cup                                              | 1                                                     |                                   |
| 37.                                                   | 12 juni 2011                                          | Verenigde Staten – Panama                             | 1 – 2                                                 | Gold Cup                                              | 0                                                     |                                   |
| 38.                                                   | 15 juni 2011                                          | Guadeloupe – Verenigde Staten                         | 0 – 1                                                 | Gold Cup                                              | 1                                                     |                                   |
| 39.                                                   | 19 juni 2011                                          | Jamaica – Verenigde Staten                            | 0 – 2                                                 | Gold Cup                                              | 0                                                     |                                   |
| Als speler bij AZ                                     |                                                       |                                                       |                                                       |                                                       |                                                       |                                   |
| 40.                                                   | 3 september 2011                                      | Verenigde Staten – Costa Rica                         | 0 – 1                                                 | Vriendschappelijk                                     | 0                                                     |                                   |
| 41.                                                   | 6 september 2011                                      | België – Verenigde Staten                             | 1 – 0                                                 | Vriendschappelijk                                     | 0                                                     |                                   |
| 42.                                                   | 8 oktober 2011                                        | Verenigde Staten – Honduras                           | 1 – 0                                                 | Vriendschappelijk                                     | 0                                                     |                                   |
| 43.                                                   | 12 oktober 2011                                       | Verenigde Staten – Ecuador                            | 0 – 1                                                 | Vriendschappelijk                                     | 0                                                     |                                   |
| 44.                                                   | 11 november 2011                                      | Frankrijk – Verenigde Staten                          | 1 – 0                                                 | Vriendschappelijk                                     | 0                                                     |                                   |
| 45.                                                   | 15 november 2011                                      | Slovenië – Verenigde Staten                           | 2 – 3                                                 | Vriendschappelijk                                     | 1                                                     |                                   |
| 46.                                                   | 29 februari 2012                                      | Italië – Verenigde Staten                             | 0 – 1                                                 | Vriendschappelijk                                     | 0                                                     |                                   |
| 47.                                                   | 4 juni 2012                                           | Canada – Verenigde Staten                             | 0 – 0                                                 | Vriendschappelijk                                     | 0                                                     |                                   |
| 48.                                                   | 9 juni 2012                                           | Verenigde Staten – Antigua en Barbuda                 | 3 – 1                                                 | Kwalificatie WK 2014                                  | 0                                                     |                                   |
| 49.                                                   | 13 juni 2012                                          | Guatemala – Verenigde Staten                          | 1 – 1                                                 | Kwalificatie WK 2014                                  | 0                                                     |                                   |
| 50.                                                   | 8 september 2012                                      | Jamaica - Verenigde Staten                            | 2 – 1                                                 | Kwalificatie WK 2014                                  | 0                                                     |                                   |
| 51.                                                   | 12 september 2012                                     | Verenigde Staten – Jamaica                            | 1 – 0                                                 | Kwalificatie WK 2014                                  | 0                                                     |                                   |
| 52.                                                   | 14 november 2012                                      | Rusland – Verenigde Staten                            | 2 – 2                                                 | Vriendschappelijk                                     | 0                                                     |                                   |
| 53.                                                   | 6 februari 2013                                       | Honduras – Verenigde Staten                           | 2 – 1                                                 | Kwalificatie WK 2014                                  | 0                                                     |                                   |
| 54.                                                   | 23 maart 2013                                         | Verenigde Staten – Costa Rica                         | 1 – 0                                                 | Kwalificatie WK 2014                                  | 0                                                     |                                   |
| 55.                                                   | 27 maart 2013                                         | Mexico – Verenigde Staten                             | 0 – 0                                                 | Kwalificatie WK 2014                                  | 0                                                     |                                   |
| 56.                                                   | 30 mei 2013                                           | Verenigde Staten – België                             | 2 – 4                                                 | Vriendschappelijk                                     | 0                                                     |                                   |
| 57.                                                   | 2 juni 2013                                           | Verenigde Staten – Duitsland                          | 4 – 3                                                 | Vriendschappelijk                                     | 1                                                     |                                   |
| 58.                                                   | 8 juni 2013                                           | Jamaica – Verenigde Staten                            | 1 – 2                                                 | Kwalificatie WK 2014                                  | 1                                                     |                                   |
| 59.                                                   | 12 juni 2013                                          | Verenigde Staten – Panama                             | 2 – 0                                                 | Kwalificatie WK 2014                                  | 1                                                     |                                   |
| 60.                                                   | 19 juni 2013                                          | Verenigde Staten – Honduras                           | 1 – 0                                                 | Kwalificatie WK 2014                                  | 1                                                     |                                   |

Bijgewerkt t/m 30 juni 2013

## Erelijst
AZ
- KNVB beker: 2012/13

 Toronto FC
- Eastern Conference winnaar (playoffs): 2016
- Canadian Championship: 2016, 2017